# Acacia conferta
Acacia conferta é uma espécie de leguminosa do gênero Acacia, pertencente à família Fabaceae.